# Take My Wife, Sleaze
«Take My Wife, Sleaze» — 8 епізод 11 сезону серіалу «Сімпсони». В Україні вийшов у 2008 році з переробленим озвученням від липня 2007.

## Сюжет
Гомер та родина дивляться по телевізору програму «Не вірю, але вони це відкрили», де показують людину без обличчя, найсмердючішу пухлину, а також собаку, яка нічого не вміє. Лісу ці «рекорди» аж ніяк не надихають, потім показують супермодель та що у середині її шлунка (Мардж зауважує, що там багато замінника цукру) і йде реклама. У рекламі чоловік років 50 з іменем Вовк Джек розповідає про «Жирне кафе», зроблене у стилі 1950-х років. Побачивши рекламу, родина просить його туди звозити їх, але Гомер каже «Наступнього місяця». Так і є: родина і Ейб йдуть вечеряти у ресторан рівно через місяць. Там справді царить атмосфера 1950-х, навіть зроблені характерні постери того часу на стінах, туалетах та стиль барних стійок ще 50-літньої давності. Ленні у той час випихають як з чоловічого, так і жіночого туалетів. Барт проходить Джея Норда, який зіграв багато років тому хуліганистого підлітка Деніса.
Барт: Джею, ти зіграв найбільшого хулігана США?
Джей: Так, якось я навіть сховав татів капелюх (сміється)
Барт: Ага, дууууже цікаво... Тоді що це було хуліганство?
Джей: А потім я ще потоптав квіти містеру Уілсону. (сміється). Про це зняли одразу 2 серії.
Барт: так, я пішов...
Тим часом Дід сидить у музейному лоурайдері і вигукує «Каліфорніє, ми вже близько», а Мардж каже йому, що це несправжня машина. Гомер тим часом знаходить відривні серветки і бавиться їми і примовляє «Де ми живемо!», поки Ліса не робить йому зауваження. Тим часом ведучий робить танцювальний конкурс і приз за нього мотоцикл Халі Девідсон 1955 року. Гомер чує про приз і зразу бажає танцювати. однак не може знайти партнера, геть забувши про Мардж. І він питається її «Ти вмієш танцювати?», на що Мардж відповідає «Зараз побачиш» і починається конкурс, у якому Сімпсонам протисоть Апу і Манджула, Віггами, Скіннер та Една, однак Гомер танцює так ектравагантно крутячи Мардж за волосся і підкидаючи її, що Джек без вагань віддає їм призовий мотоцикл, який Гомер забирає собі. Унаслідлок цього кафе закривається за 2 дні. Наступнього дня Гомер зізнається Бартові, що той не вміє їздити на мотоциклі і той спершу сміється із нього а потім обіцяє навчити Гомера.
Перші спроби дуже невдалі — Гомер: зносить паркан Фландерса, зриває собі штани і розбиває дах власного будинку мотоциклом. Після перегляду одної із програм для байкерів Гомер усвідомлює, що йому потрібно робити банду зі своїх друзів і він їх запрошує на подвір'я.
Мотоцикл привозить із собою Мо, який, щоправда ламається, а Карл та Ленні їх не мають, проте обіцяють купити. Як раптом на подвір'я виходить Фландерсі питає: «А мене візьмете?» Тоді Гомер каже, що це банда для бунтівників а не конформістів. Фландерс каже, що віддасть під штаб свій підвла, на що Мо каже: «Він з першого разу не розуміє» і хоче побити Фландерса, проте той нагадує, що його підвал має барну стійку і більярдний стіл. Друзі погоджуються, йдуть у підвал, де Гомер придумує назву банди «Пекельні Дияволи», його друзі підтримують а Фландерс зразу пропонує змінити назву, щоб не потрапити у пекло
Ленні каже: «Як вам Дружбани диявола» а Мо каже:«Чи вбивці Ісуса?» Фландерс погоджується на стару назву і Гомер роздає усім куртки. На наступній день усі мають пересувні засоби — Гомер та Мо мають мотоцикли, Карл має моторолер «Фаггіо». Фланерс має ровер а Ленні газонокосарку. Віггам бачить їх, але Гомер вказує йому, що він схожий на свиню і їдуть далі розважатися. Під кінець дня Гомер показу Мардж журнал, де опубліковане їхнє фото, а Мардж раптом бачить що Гомер уночі зняв із неї одяг і сфотогафував її голу, та відправив у журнал під іменем «Шльондра місяця». Мардж злиться на журнал і раптом бачить групу з десятка чоловік на мотоциклах, які їдуть до будинку та пробивають вікна. Кілька з банди вриваються у спальню Гомера та Мардж, представляються «Пекельними дияволами» з Бейкерсфілда, Каліфорнія і вимагають щоб Гомер з'їв або знищив усю атрибутику із вкраденою назвою. Гомер дещо знищує або з'їдає, за це байкери лишають у хаті Сімпсонів...
Байкери коять страшний безлад у хаті і поводяться як пояснює один із них під прізвиськом Палиця «Ми справжні покидьки», один із байкерів виламує туалет та п'є з нього, ремонтують мотоцикли, б'ють вікна. Так продовжується кілька днів поки Мардж пропонує їм нормальну їжу, яка їм дуже подобається. Гомер дзвонить у поліцію, проте Віггам каже що ображений через те, що Гомер порівняв зі свинею, хоч визнає що він схожий на свиню. Гомер переселяється із дітьми на двір, де миє Лісу, за якою підглядають Род і Тодд Фландерси. Гомер не витримує і вирішує їх прогнати, але вони самі їдуть. Гомер забиває хату фанерою,
і годує дітей, але бачить що Мардж зникла. Тоді він відправляється на її пошуки. Мардж привозять на озеро, де їй дарують кастет і бандану і байкерам вона подобається але вона їх не приваблює. Тоді почувши їхні плани обікрасти Мікі Рурка вона вирішує розповісти їм про цивілізоване життя. Байкери її слухають і записують як стати кращими, формують записи подання на біржу праці, а Гомер тим часом дізнається у барі (перед цим його виносили з бару чи били палицею, щоб непритомнів), що Мардж із байкерами на озері і прямує туди. Мардж вчить байкерів під час співбесіди бути чемними і байкери вчаться, що насильство це погано.
Як тільки Палиця це каже, Гомер вривається у коло і починає бити байкерів кулаками, ногами, вибиває їм зуби, б'є головою і розбирається із усіма як голова каже, що Гомер має битися із ним на бойових ланцюгах уночі. Мардж розчаровано на це каже: «Я ж тільки що там підмела». По домовленості, Гомер та Гад починають битися на ланцюгах у «Колі Смерті». Гад ричить на Гомера, який каже йому «Няю!». Гад кидає ланцюг, але Гомер ухиляється, тоді Гомер атакує його ноги і гад блокує випад, Гомер вибиває свій і його ланцюг. Гад хапає гаєчний ключ ікілька разів намагається вдарити Гомера, проте він ухиляється, хапає один з мотоциклів і вибиває лючи із рук Гада. Гад теж хапає мотоцикл і починається бійка, яка переходить на підвищення, де Гомер втрачає концентрацію і вихоплює мотоцикл, але Мардж кидає його назад. Гомер починає випад атаки і вибиває з рук Гада мотоцикл, байкер падає і Гомер хоче добити його на землі, проте той здається і кричить, що Гомер переміг. Гад каже Гомеру, що «Не здивувася що ти так за неї бився». Гомер тоді майже домовляється із ним про тур у Сант-Берду, однак Мардж відмовляється.
На ранок байкери прощаються та обіцяють прислати свої резюме на подачу на біржу праці, а Гомер із Мардж їдуть додому, проте гомекр ще заходить у бар, б'є бармена та цупить бочку пива Кнур. Тоді Гомер та Мардж їдуть додому.

## Цікаві факти про третьорядні події у серії
- Мо вперше можна було побачити з пивом у руках (після операції на сечовому міхурі він перестав пити)
- Фландерс приєднався до групи з нерелігійною назвою «Пекельні Дияволи»
- Апу та Манджула були у костюмах, які Гомер їм подарував на заручини; за словами Апу саме цей костюм якось допоміг Манджулі народити 8 дітей
- Една Крабапель уперше охоче танцювала зі Скіннером.
- Агнесс Скіннер не було близько Сеймура під час танців із Едною
- Мотоцикл Гомера зник у наступній серії.